# Грб Мадагаскара
Грб Мадагаскара је званични хералдички симбол афричке острвске државе Републике Мадагаскар. Грб са изгледом амблема је усвојен 1960. године, након стицања независности земље од Француске.

## Опис
У средишту грба налази се мапа острва, а испод тога стилизована глава говеда зебу. Присутне боје на грбу су црвена, зелена, жута, црна и бела боја. Из белог круга из средини исејавају црвено-зелене зраке које симболизују сунце.
На горњем делу грба протеже се натпис „REPOBLIKAN'I MADAGASIKARA” („Република Мадагаскар“), а на доњем делу „TANINDRAZANA - FAHAFAHANA – FANDROSOANA” („Домовина – Слобода – Развој“).